# Aurelianus van Arles
De heilige Aurelianus (523 – Lyon, 16 juni 551) was een Franse aartsbisschop. 
Aurelianus was de zoon van Sacerdos van Lyon, aartsbisschop van Lyon, en de neef van Nicetius van Lyon, die zijn vader zou opvolgen als aartsbisschop van Lyon. Zelf werd Aurelianus aartsbisschop van Arles in 546. Hij stichtte er een klooster, genaamd Monastère des Saints-Apôtres. Tevens zorgde hij ervoor dat er aldaar relieken kwamen waaronder een stuk hout waarvan gezegd werd dat dit een deel van het Heilige Kruis van Jezus zou zijn. Hij was de auteur van een kloosterregel, de Regula ad monachos. Hij overleed in Lyon en werd daar begraven in de kapel van Sint Nazier. Zijn feestdag is op 16 juni.
- Bibliothèque nationale de France: cb125014417 (data)
- Gemeinsame Normdatei: 102369631
- International Standard Name Identifier: 0000 0000 5785 7524
- Nationale Bibliotheek van Tsjechië: kup19980000003247
- Istituto Centrale per il Catalogo Unico: UFIV122768
- Système universitaire de documentation: 034238492
- Virtual International Authority File: 84482165